# European Air Charter

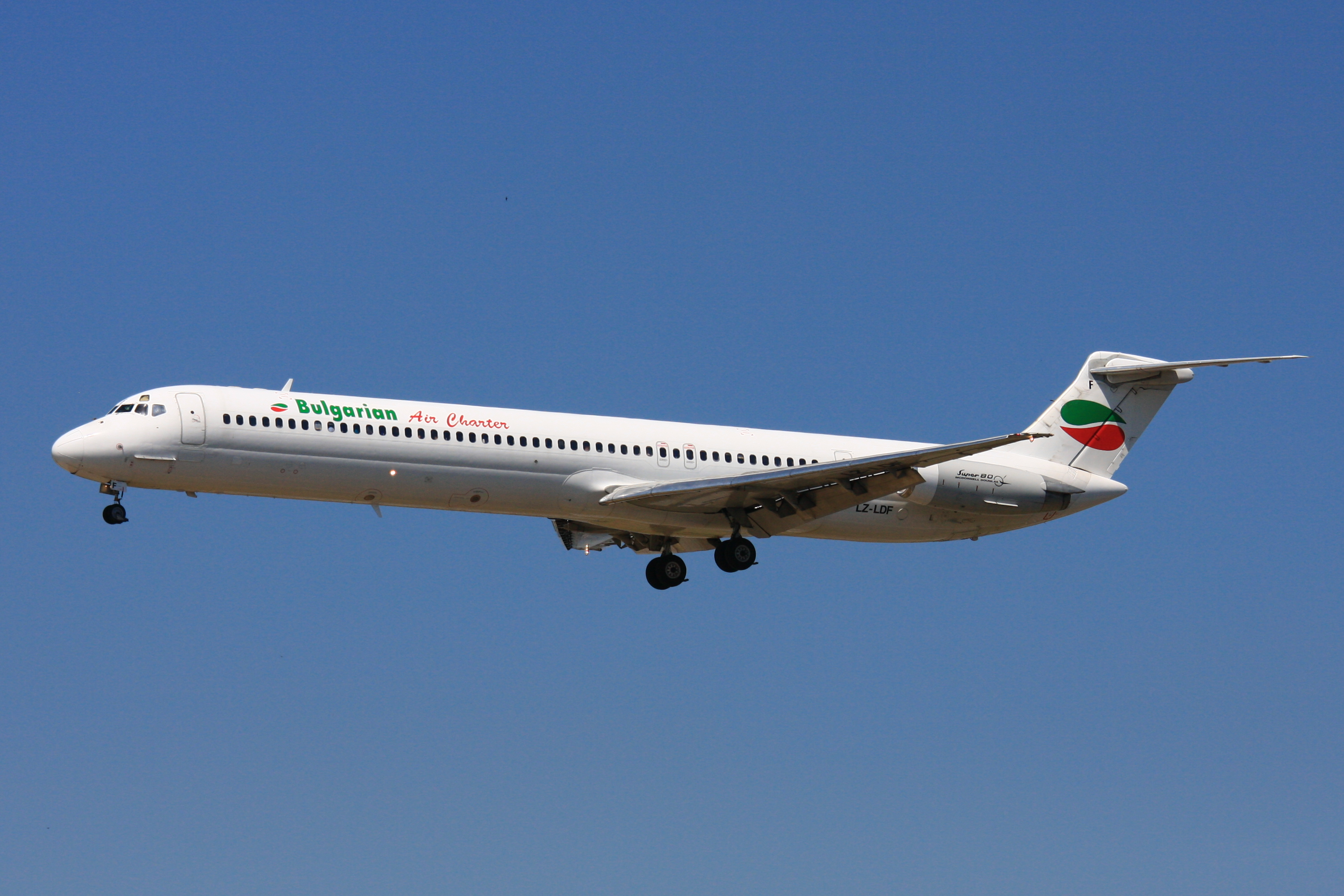
MD-82 Болгариан Эйр Чартер

European Air Charter (болг. Юропиън Еър Чартър, Юропиан Эйр Чартер), ранее известная как Болгариан Эйр Чартер (англ. Bulgarian Air Charter) — чартерная авиакомпания, базирующаяся в Софии, Болгария.
Осуществляет чартерные рейсы между болгарскими городами Пловдив, София и Варна и европейскими странами. Главной базой является аэропорт Софии, хабами являются аэропорты Пловдива, Бургаса и Варны.

## История
Авиакомпания была создана в 2000 и начала операции 14 декабря 2000 года. Принадлежит Aviation Service Group. Штат авиакомпании составляет 240 человек.
В мае 2021 года переименована в European Air Charter.

## Назначения
Основными направлениями European Air Charter являются Австрия, Бельгия, Болгария, Чехия, Дания, Франция, Германия, Венгрия, Израиль, Польша, Словакия, Швейцария.

## Флот
Флот Bulgarian Air Charter по состоянию на сентябрь 2019 года составлял:
- 10 McDonnell Douglas MD-82;
- 7 Airbus A320[3] .

На 3 июня 2008 года средний возраст флота Bulgarian Air Charter составлял 19.3 года.